# Tyrone (Georgia)
Tyrone è una città degli Stati Uniti d'America, situata in Georgia, nella Contea di Fayette.